# Aspidopterys nutans
Aspidopterys nutans är en tvåhjärtbladig växtart som först beskrevs av William Roxburgh och Dc., och fick sitt nu gällande namn av Antoine Laurent de Jussieu. Aspidopterys nutans ingår i släktet Aspidopterys och familjen Malpighiaceae. Inga underarter finns listade i Catalogue of Life.